# Artaxias III
Artaxias III, död 34 e.Kr., var regerande kung av Armenien mellan 18 och 34 e.Kr. 